# Michail Schifman

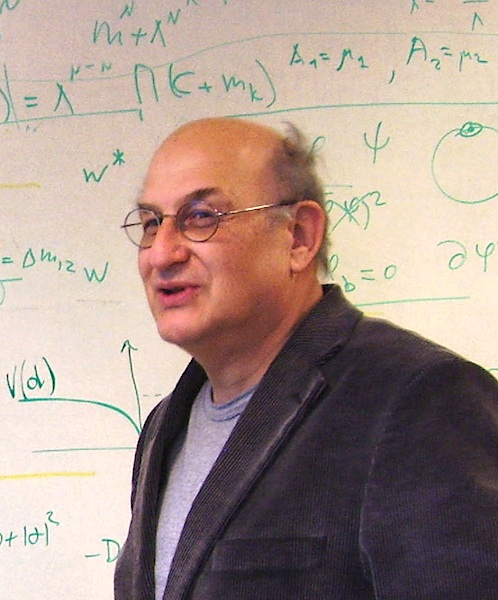
Michail Schifman (2012)

Michail „Mischa“ Arkadjewitsch Schifman (russisch Михаил Аркадьевич Шифман, wiss. Transliteration Michail Šifman; * 4. April 1949 in Riga), im Englischen zitiert als Mikhail Shifman, ist ein russischer theoretischer Physiker, der sich insbesondere mit Quantenchromodynamik (QCD) und supersymmetrischen Versionen der QCD beschäftigt.

## Leben
Schifman zog mit seiner Familie 1952 in die Ukraine und dann nach Moskau. 1966 begann er sein Studium am Moskauer Institut für Physik und Technologie in Dolgoprudny bei Moskau (Abschluss 1972) und dann am Institut für Theoretische und Experimentelle Physik (ITEP) bei Boris Joffe, Walentin Sacharow und Arkady Vainshtein, wo er 1976 promoviert wurde (russischer Doktorgrad, entspricht der Habilitation in westlichen Ländern). Er blieb bis 1989 am Institut und wechselte nach dem Zerfall der Sowjetunion (1989 durfte er das erste Mal in den Westen reisen) an die Universität Bern und 1990 als Professor an die University of Minnesota, wo er heute „Ida Cohen Fine Professor“ ist.
Schifman ist vor allem durch seine Untersuchungen – teilweise mit seinen Lehrern Sacharow und Vainshtein – über nichtstörungstheoretische Aspekte der QCD (und allgemein von Yang-Mills-Theorien und ihren supersymmetrischen Analoga) bekannt, insbesondere die Rolle von Instantonen im Confinement-Problem. Mit Sacharow und Vainshtein fand er 1979 die nach ihnen benannten SVZ-Summenregeln der QCD, die Eigenschaften einiger Mesonenzustände niedriger Energie einer analytischen Berechnung in der QCD zugänglich machen.
In den 1990er Jahren beschäftigte er sich auch Extra-Dimensionen in der Elementarteilchenphysik. Er untersuchte u. a. die Möglichkeit die beobachtete 3-Familien-Struktur der Elementarteilchen und das Verschwinden der kosmologischen Konstante mit Brane-Welten in Extra-Dimensionen zu erklären.
Bereits in den 1980er Jahren erhielt er in seiner Forschungsgruppe in Moskau die ersten exakten Resultate über supersymmetrische Yang-Mills-Theorien (Gluino-Kondensat, NSVZ-Betafunktion), vor den Arbeiten von Nathan Seiberg und Edward Witten. In den 1990er Jahren fand er in supersymmetrischen Yang-Mills-Theorien nichtstörungstheoretische Strukturen wie Begrenzungsflächen (Domain Walls) mit speziellen „kritischen“ Eigenschaften (BPS-saturiert), Fluss-Schläuchen (Flux-Tubes) und Monopole mit Confinement. Er fand auch exakte Übergänge von supersymmetrischen zu „gewöhnlichen“ Yang-Mills-Theorien (des „Orientifold“ Typs) mit Hilfe der Entwicklung nach unendlich vielen Farbfreiheitsgraden („Large N Limit“, „Planare Äquivalenz“).
Er beschäftigt sich auch mit anderen QCD Aspekten wie semileptonischen Zerfällen und der Physik schwerer Quarks in der QCD. 1974 entdeckte er mit Vainshtein und Sacharow, wie Flavour-verletzende schwache Zerfälle über das sogenannte Pinguin-Diagramm ablaufen. In den 1980er Jahren untersuchte er die Physik schwerer Quarks mit Operator-Produkt-Entwicklungen.
1980 führte er mit Vainshtein und Sacharow das „unsichtbare Axion“ (Invisible Axion) ein, nachdem das ursprüngliche Axion durch astrophysikalische Beobachtungen ausgeschlossen war.
Schifman ist Fellow der American Physical Society (APS). 1997 erhielt er den Alexander-von-Humboldt-Forschungspreis. 1999 erhielt er mit Walentin Iwanowitsch Sacharow (Zakharov) und Arkady Vainshtein den Sakurai-Preis. 2006 erhielt er den Lilienfeld-Preis. 2007 war er Inhaber des Chaires Blaise Pascal in Paris. Für 2013 wurde ihm der Pomerantschuk-Preis zugesprochen. 2016 erhielt er die Dirac-Medaille (ICTP), 2018 wurde er in die National Academy of Sciences gewählt.

## Schriften
- ITEP Lectures on Physics and Field Theory 2 Bände, World Scientific, Singapur, 1999[8]
- Instantons in Gauge Theories. World Scientific, 2004 (Reprint Band)
- Herausgeber: Vacuum Structure and QCD Sum Rules. North Holland 1992
- mit Unsal: Confinement in Yang-Mills: The Big Picture. 2008, arxiv:0810.3861
- Exact results in gauge theories – putting Supersymmetry to work. Sakurai Lecture 1999, arxiv:hep-th/9906049
- ITEP Lectures in Particle Physics. 1995, arxiv:hep-ph/9510397 (Einführung in seine ITEP Lectures in Particle Physics mit Erinnerungen)
- Novikov-Shifman-Vainshtein-Zakharov beta function. Scholarpedia, 2012
- Herausgeber: You Failed Your Math Test, Comrade Einstein, World Scientific, Singapur, 2005[9]